# Hornblowers äventyr
Hornblowers äventyr (originaltitel: Hornblower) är en brittisk TV-serie som bygger på C.S. Foresters böcker Kadett Hornblower, Löjtnant Hornblower och Hornblower på Hotspur om sjöofficeren Horatio Hornblower. TV-serien innehåller dock många ändringar och tillägg. Den spelades in i omgångar mellan 1998 och 2003 och består av åtta långfilmslånga avsnitt. Hornblower spelades av Ioan Gruffudd.

## Rollista
- Ioan Gruffudd som Horatio Hornblower
- Robert Lindsay som kommendörskapten Sir Edward Pellew
- Jamie Bamber löjtnant Archie Kennedy (5 avsnitt)
- Paul Copley som båtsman Matthews
- Sean Gilder som Styles, båtsmans biträde
- Paul McGann som löjtnant William Bush (4 avsnitt)
- Jonathan Coy som löjtnant (och senare kapten) Bracegirdle (5 avsnitt)
- Simon Sherlock som Oldroyd (4 avsnitt)
- Ian McElhinney som kapten Hammond (4 avsnitt)
- Colin MacLaclan som skepparen Bowles (4 avsnitt)
- Chris Barnes som Finch (2 avsnitt)
- Lorcan Cranitch som Wolfe (2 avsnitt)
- Philip Glenister som Hobbs (2 avsnitt)
- Julia Sawalha som Maria Mason (2 avsnitt)
- David Warner as Captain James Sawyer (2 avsnitt)

## Avsnitt
Serien består av åtta avsnitt gjorda för TV. Alla avsnitt släpptes senare till DVD med bildförhållandet 4:3, men släpptes senare med originalbildförhållande i England. I USA släpptes serien under namnet Horatio Hornblower som vissa av avsnitten fick andra namn. Alla åtta avsnitt omfattar bara tre av C.S. Foresters böcker, (Kadett Hornblower, Löjtnant Hornblower och Hornblower på Hotspur) och flera olika ändringar gjordes.
- The Even Chance (USA: The Duel), 7 oktober 1998
- The Examination for Lieutenant (USA: The Fire Ships), 18 november 1998
- The Duchess and the Devil, 24 februari 1999
- The Frogs and the Lobsters (USA: The Wrong War), 2 april 1999
- Mutiny, 24 mars 2002
- Retribution, 25 mars 2002
- Loyalty, 5 januari 2003
- Duty, 6 januari 2003

Datumen anger första sändningsdatum i Storbritannien enligt IMDb.